# 本庄道路
本庄道路（ほんじょうどうろ） は、埼玉県深谷市岡から群馬県高崎市新町に至る国道17号のバイパスである。

## 概要
国道17号は、本線と深谷バイパスの合流点である四拾坂下交差点から群馬県境までは片側1車線でしか整備されておらず、交通渋滞が問題となっている。また、埼玉・群馬県境を流れる神流川を渡る神流川橋は1934年（昭和9年）の架橋から80年が経過し老朽化が進んでいた。このため、交通渋滞の緩和と防災を主な目的として、本線の北側にバイパス道路を設置することとなった。
施策の立案や事業の計画・実施の過程においては、関係する住民・利用者や国民一般に情報を公開し、広く意見を聴取して、それらを反映するパブリック・インボルブメント (P.I) 方式を取り入れ、「都市を元気にして、暮らしやすさを与えてくれるバイパス」を目指すとしている。
2003年度（平成15年度）に第1期区間である埼玉県本庄市沼和田 - 終点の群馬県高崎市新町間7.0 kmについて事業化され、2013年（平成25年）11月23日に老朽化の進む神流川橋の架け替え部分1.4 kmについて工事着手した。神流川橋架け替えにあたっては、2車線分の新橋梁を建設した後に旧橋梁を撤去し、さらに2車線分の新橋梁を建設して完成4車線とする予定で、7 - 8年の工期が見込まれている。全線開通の時期は未定である。元は東京と群馬を短距離で結ぶ上武道路の建設が優先されていたため、当バイパスは一時期凍結路線の一つになっていた。
2022年（令和4年）12月3日に神流川橋を含む1.4 kmが暫定2車線で開通した。
第2期区間（起点の深谷市岡 - 本庄市沼和田）については、2022年度（令和4年度）に本庄道路（II期）として新規事業化された。

### 路線データ
- 起点：埼玉県深谷市岡
- 終点：群馬県高崎市新町
- 全長：13.1 km
- 規格：第3種第1級
- 道路幅員：24.25 - 27.25 m
- 車線数：4車線
- 車線幅員：3.5 m
- 設計速度：80 km/h

## 地理

### 通過する自治体
- 埼玉県
  - 深谷市 - 本庄市 - 児玉郡上里町
- 群馬県
  - 高崎市

### 交差する道路
| 交差する道路              | 交差点 | 所在地 |
| ------------------------- | ------ | ------ |
| 国道17号（深谷バイパス）  |        | 深谷市 |
| 埼玉県道45号本庄妻沼線    |        | 本庄市 |
| 埼玉県道258号中瀬牧西線   |        | 本庄市 |
| 国道462号                 |        | 本庄市 |
| 埼玉県道351号沼和田杉山線 |        | 本庄市 |
| 埼玉県道22号上里鬼石線    |        | 上里町 |
| 国道17号（付替区間）      |        | 上里町 |
| 国道17号（新町バイパス）  |        | 高崎市 |

## 接続するバイパスの位置関係
（東京方面）深谷バイパス - 本庄道路 - 新町バイパス（新潟方面）